# Robert Unger (Jurist)
Robert Unger (* 1961 in München) ist ein deutscher Rechtsanwalt und Strafverteidiger.

## Leben
Unger wuchs in München auf und lebte ab 1974 in West-Berlin. Hier studierte er an der Freien Universität Rechtswissenschaften, bevor er nach dem Ersten Staatsexamen als Rechtsreferendar beim Europaparlament in Luxembourg sowie der Rechtsabteilung der UNO in New York tätig war. Nach dem Zweiten Staatsexamen arbeitete der Assessor Unger als Berater (Consultant) bei Cooper & Lybrand in Brüssel. 1991 ließ er sich mit zwei Partnern in eigener Kanzlei, unter dem Namen Unger Rechtsanwälte Partnerschaft mbB, als Rechtsanwalt in Potsdam, ab 1996 in Berlin (zunächst am Kurfürstendamm, später in der Fasanenstraße) nieder. Seit 1998 ist er Fachanwalt für Strafrecht.
Zahlreiche prominente Mandate brachten Unger ans Licht einer größeren Öffentlichkeit. So verteidigte er Egon Krenz im Politbüroprozess 1997/2000 und vertrat auch dessen Beschwerde vor dem Europäischen Gerichtshof für Menschenrechte in Straßburg. Im Berliner Bankenprozess in der Folge des Bankenskandals, der 2001 zum Bruch der Koalition aus CDU und SPD in Berlin geführt hatte, war Robert Unger für einen Mitangeklagten des früheren CDU-Fraktionsvorsitzenden im Berliner Abgeordnetenhaus, Klaus-Rüdiger Landowsky, als Strafverteidiger tätig. Daneben vertrat er den früheren Mitarbeiter Alexander Schalck-Golodkowskis, Axel Hilpert, dem schwerer Subventionsbetrug im Zusammenhang mit dem Bau einer Hotelanlage am Schwielowsee bei Werder nahe Potsdam zur Last gelegt wird.
Robert Unger war Mitglied des Vorstandes der Rechtsanwaltskammern in Potsdam und Berlin. Er gehört dem 2. Senat des Anwaltsgerichtshofes Berlin an und ist Co-Autor eines Handkommentares für das Strafrecht.
Robert Unger vertrat den Angeklagten im Berliner Tiergarten Mordfall. Er hat dafür hunderttausende Euros von einer Kremlnahen Stiftung erhalten, die von europäischen Geheimdiensten als Tarnorganisation russischer Geheimdienste angesehen wird und unterdessen auf der EU Sanktionsliste steht, und dieser sensible Daten aus dem Verfahren weitergeleitet.